# Pseudothyridium pokornyi
Pseudothyridium pokornyi är en skalbaggsart som beskrevs av Soula 2002. Pseudothyridium pokornyi ingår i släktet Pseudothyridium och familjen Rutelidae. Inga underarter finns listade i Catalogue of Life.